# Venonia nata
Venonia nata là một loài nhện trong họ Lycosidae.
Loài này thuộc chi Venonia. Venonia nata được J. S. Yoo & Volker W. Framenau miêu tả năm 2006.